# Werner Wegstein
Werner Wegstein (* 1943 in Aschaffenburg) ist ein deutscher Literaturwissenschaftler und Computerphilologe.

## Leben
Er studierte an der Universität Würzburg deutsche und englische Philologie und absolvierte 1970 das erste, 1973 das zweite Staatsexamen für das Lehramt an Gymnasien in Bayern. Nach der Promotion 1980 und Habilitation 1996 lehrte er von 2003 bis 2008 als Professor für EDV-Philologie in Würzburg.

## Schriften (Auswahl)
- Studien zum Summarium Heinrici. Die Darmstädter Handschrift 6. Werkentstehung, Textüberlieferung, Edition. Tübingen 1985, ISBN 3-484-36009-7.
- mit Norbert Richard Wolf, Erwin Koller: Neuhochdeutscher Index zum mittelhochdeutschen Wortschatz. Stuttgart 1990, ISBN 3-7776-0422-4.
- als Herausgeber mit Stephan Moser, Peter Stahl, Norbert Richard Wolf: Maschinelle Verarbeitung altdeutscher Texte V. Beiträge zum fünften internationalen Symposion, Würzburg 4. – 6. März 1997. Tübingen 2001, ISBN 3-484-10832-0.